# Holme Lacy
Holme Lacy est une paroisse civile et un village du Herefordshire, en Angleterre.